# Sismonastia

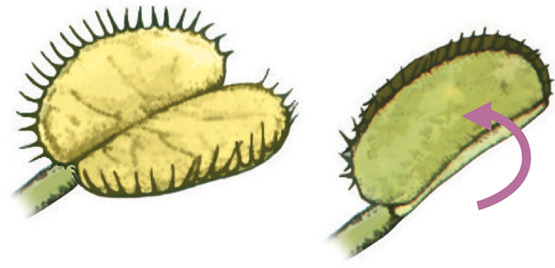
Sismonastias, planta carnívora, al roce de un insecto o herbívoro provocará una respuesta plegando sus hojas atrapando a su víctima, en el caso de los insectos.

Sismonastia: es una respuesta a estímulos mecánicos o eléctricos que implican movimiento foliar. Ha sido descrita en plantas insectívoras de hoja bilobulada o en mimosas.
Sismonastia. Este es uno de los tipos de nastias característicos de plantas como la mimosa púdica. Esta nastia sucede debido a un estímulo de carácter mecánico o producido por el contacto que se realiza de forma inmediata y visible al cerrarse los folíolos de la planta.